# 1887年鐵路
此條目列出1887年發生有關鐵路運輸的事件。

## 事件

### 4月
- 4月：唐胥鐵路延長至蘆台，改名唐蘆鐵路。

### 6月
- 6月9日：清朝臺灣鐵路開工。
- 6月20日：大印度半島鐵路（英语：Great Indian Peninsula Railway）在孟買啟用維多利亞終點站。